# Berggächtle
Das Bergächtle (in Abwandlung auch: Berggächtle) ist ein 2007 m ü. NHN hoher Nebengipfel des Schnecks in dem Kamm, der beim Laufbacher Eck nach Nordosten abzweigt. Der Gipfel mit dem Charakter eines Grasbergs liegt südwestlich vom Giebel. Die Botanik des Bergächtle ist ähnlich der von Höfats oder Schneck.

## Besteigung
Auf das Bergächtle führt kein markierter Weg. Er kann weglos von der Feldalpe erreicht werden. Dieser Anstieg erfordert Schwindelfreiheit und Trittsicherheit. Der Weiterweg über den Kamm in Richtung Salober und Laufbacher Eck wird gelegentlich von erfahrenen Bergsteigern durchgeführt (Schwierigkeit: III).

## Namensherkunft
Bergächtle ist der Diminutiv des Wortes Bergacht, das "Bärenwechsel" bedeutet. Thaddäus Steiner vermutet, dass in der Vergangenheit südlich des Gipfelaufbaus ein Bärenwechsel den Grat gequert hat. Bergächtle wurde als Bezeichnung dieser Stelle in Karten übernommen. Bei einer späteren Übernahme wurde der Name dann offensichtlich dem heute damit bezeichneten Gipfel zugeordnet.

## Referenzen
1. 1 2  Thaddäus Steiner: Allgäuer Bergnamen. 2. Auflage. Kunstverlag Josef Fink, Lindenberg 2008, ISBN 978-3-8987-0389-5 (S. 30).
2. 1 2  BayernAtlas - der Kartenviewer des Freistaates Bayern. Bayerisches Staatsministerium der Finanzen und für Heimat, abgerufen am 30. November 2024.
3. 1 2  Dieter Seibert: Allgäuer und Ammergauer Alpen mit Tannheimer Bergen. Alpenvereinsführer. 18. Auflage. Bergverlag Rother, München 2013, ISBN 978-3-7633-1126-2 (S. 294).